# Plusiodonta euchalcia
Plusiodonta euchalcia là một loài bướm đêm trong họ Noctuidae.